# Слабишев Юрій Олександрович
Юрій Олександрович Слабишев (нар. 6 жовтня 1979) — український футболіст, нападник.

## Життєпис
у 1996 році розпочав футбольну кар'єру в складі запорізького «Торпедо», але в 1998 році був орендований іншим запорізьким клубом — «Віктором». Влітку 1999 року прийняв запрошення дніпропетровського «Дніпра». У другій половині 2002 року захищав кольори криворізького «Кривбасу». З липня 2003 року на правах оренди виступав у бориспільському «Борисфені», однак був відданий у фарм-клуб «Борекс-Борисфен». У липні 2005 року підсилив склад хмельницького «Поділля», але зігравши за хмельничан 2 матчі перейшов до івано-франківського «Спартака». З липня 2007 року виступав у бурштинському «Енергетику». У першій половині 2008 року виступав у чернігівській «Десні», а в другій половині — у луганському «Комунальнику». У серпні 2009 року підписав контракт з ФК «Сумами», в складі яких зіграв 4 матчі. У 2010 році перейшов до краматорського «Авангарду». У липні 2012 року підсилив склад кременчуцького «Кременя». З 2013 року виступає на аматорському рівні «Титан» (с. Покровское), «Таврія-Скіф» (Роздол), «Ольвія» (Чкалово), згодом грав за запорізькі клуби — футзальний "Запоріжгаз"  та футбольні «Мотор-Січ», «Россо Неро» та «Мотор», де виступає з 2015 року,  граючи станом на серпень 2018 року в  Аматорській футбольній лізі.

## Досягнення
- Вища ліга чемпіонату України
  -  Бронзовий призер (1): 2001